# 馬克西姆·普爾卡耶夫
马克西姆·阿列克谢耶维奇·普尔卡耶夫（俄语：Максим Алексеевич Пуркаев，1894年8月14日—1953年1月1日）是一位蘇聯將軍，最高軍銜為大将。

## 生平
1894年出生於俄罗斯帝国莫爾多瓦共和國的納利托沃，於1915年加入俄羅斯帝國陸軍。1916年以准尉軍階自軍校畢業，1917年爆發二月革命後被選為士兵委員會委員，1918年加入紅軍。1919年加入蘇聯共產黨。內戰中先後轉戰烏里揚諾夫斯克、薩馬拉等地擔任營長、連長、師參謀長、軍區副參謀長職務。1936年自伏龍芝軍校畢業，任師長。1938至1940年期間擔任白俄羅斯軍區參謀長，曾參與入侵波蘭的行動，1940年7月任基輔特別軍區參謀長。
蘇德戰爭爆發後，普爾卡耶夫於1941年6至7月期間擔任西南方面軍參謀長，後擔任第60軍團軍團長，於1942至1943年任加里寧方面軍總司令。先後參加過莫斯科會戰、熱澤夫戰役、大盧基戰役等。德國投降後，任蘇日戰爭的遠東第2方面軍總司令，施行「松花江攻勢」，為滿洲戰役中的助攻，以及對日本南庫頁島、千島群島展開登陸戰。
戰後，普爾卡耶夫於1945年9月至1947年1月期間擔任遠東軍區司令，1947年6月又任遠東軍參謀長兼第一副司令官。1952年7月，任蘇聯軍事省高等軍事教育施設局長。第2期最高蘇維埃代表。

## 參加
- 南部軍區